# Roter Brasil
Der Rote Brasil ist eine historische Apfelsorte, die vor allem in Mecklenburg verbreitet war. Namensgebend war vermutlich der Brasilholz-Baum (Caesalpinia echinata). Er wird in der Sortenliste Baumschule Quade als Nummer 1930/35 geführt und ist Streuobstsorte des Jahres 2018 in Norddeutschland.

## Geschichte
Der Rote Brasilienapfel wurde 1773 das erste Mal von Pastor Henne und 1809 vom Pomologen Johann Ludwig Christ beschrieben. 1894 wurde er das letzte Mal in der Literatur erwähnt, seitdem galt er deutschlandweit lange Zeit als verschollen. Noch bis ca. 1940/50 wurde die Sorte von der Baumschule Quade (im Amt Neuhaus) lokal verbreitet. Erst die Entdeckung eines erhaltenen Apfelbaums bei Pommau im ehemaligen innerdeutschen Grenzgebiet sorgte für die Wiederbelebung der Sorte. Hermann Stolberg (1956–2024) aus Neu Darchau entdeckte die als verschollen geltende Sorte wieder.
Der regional ansässige Verein „Konau 11 – Natur“ sorgt sich aktuell um den Erhalt und die Verbreitung.

## Frucht und Baum
Der Rote Brasil hat mittlere bis große Früchte, die im Querschnitt rund bis rundkantig ausgeprägt sind. Die Schale ist glatt mit einer gelben Grundfarbe, wobei die Deckfarbe dunkelrot bis intensiv bordeauxrot ist. Die reifen Früchte zeigen sehr häufig einen bläulich schimmernden Wachsüberzug. Das Fruchtfleisch ist gelblichweiß, mäßig saftig, locker und schnell mürbe werdend. Frisch schmeckt er weinsäurig und sehr angenehm.
Der Baum bildet sehr große, gesunde Bäume, die frischen nährstoffreichen Boden benötigen. Er übersteht auch mehrwöchige Überflutungen des Standortes.

## Ernte und Verwendung
Die Pflückreife des Roten Brasil liegt zwischen Mitte September und Mitte Oktober. Seine Genussreife erreicht er ab der Ernte im September und bis nach Weihnachten. Wegen seiner schön gefärbten roten Frucht wurde der Brasil vereinzelt als Brautapfel verwendet. Daraus gekochtes Apfelmus bekommt eine rosa Farbe.